# Oare Dumnezeu a suspinat omenește?
Oare Dumnezeu a suspinat omenește? este un film românesc din 1992 regizat de Laurențiu Damian.